# Muntogna da Schons
Muntogna da Schons est une commune suisse de la région de Viamala dans le canton des Grisons.

## Histoire
Elle est fondée le 1er janvier 2021 par fusion des communes de Casti-Wergenstein, Donat, Lohn et Mathon.
Depuis 2022, la commune est considérée comme faisant partie de la Suisse alémanique car la majorité des habitants parle désormais le suisse-allemand. Auparavant, la commune se trouvait en Suisse rhéto-romane.